# Route nationale 4 (Guinée)
Pour les articles homonymes, voir Route nationale 4.
La route nationale 4 (N4) est une route nationale en Guinée, commençant à Coyah à la sortie de la N1 et se terminant à Farmoriah à la frontière entre la Guinée et la Sierra Leone.

## Présentation
La route nationale 4 mesure 84 kilomètres de long. La route nationale 4 fait partie de l'autoroute transafricaine.
La route nationale 4 traverse une région agricole de la Guinée, en particulier, les cultures d'arbres fruitiers, et il s'agit de la seule artère qui relie la Guinée à la Sierra Leone.
Le fonds européen de développement régional finance l'élargissement à deux voies, les travaux de construction des grands ponts ainsi que les travaux de réfection et de construction de la route reliant la Guinée à Freetown, la capitale de la Sierra Leone.

## Parcours
- Coyah
- Maférinya
- Forecariah
- Farmoriah
- frontière entre la Guinée et la Sierra Leone